# 穆瓦特图普扎
穆瓦特图普扎（Muvattupuzha），是印度喀拉拉邦Ernakulam县的一个城镇。总人口29230（2001年）。

## 人口
该地2001年总人口29230人，其中男性14462人，女性14768人；0—6岁人口3172人，其中男1660人，女1512人；识字率83.77%，其中男性为85.17%，女性为82.39%。